# La La Land
La La Land è un film del 2016 scritto e diretto da Damien Chazelle.
Il film racconta la storia d'amore tra un musicista jazz e un'aspirante attrice, interpretati rispettivamente da Ryan Gosling ed Emma Stone, realizzato come un musical contemporaneo che omaggia i classici film musicali prodotti a cavallo fra gli anni cinquanta e sessanta. Chazelle ha scritto la sceneggiatura nel 2010, ma non ha trovato uno studio disposto a finanziare il progetto. Solo dopo il successo del suo Whiplash del 2014, il progetto ha ottenuto l'interesse delle case di produzione.
Il film ha ricevuto una acclamazione universale da parte della critica, che ha lodato la regia di Damien Chazelle, l'interpretazione di Emma Stone e la colonna sonora del film, ricevendo il massimo dei voti da molti critici e risultando uno dei film più apprezzati fin dalla sua uscita nelle sale.
È stato il film di apertura della 73ª Mostra Internazionale d'Arte Cinematografica della Biennale di Venezia, dove Emma Stone ha vinto la Coppa Volpi per la Migliore Interpretazione Femminile. Ha ricevuto 14 candidature ai Premi Oscar 2017, eguagliando il record di film come Eva contro Eva e Titanic, aggiudicandosi infine 6 statuette. Si è aggiudicato sette Golden Globe, su sette candidature, il Premio del Pubblico al Toronto International Film Festival e molti altri numerosi riconoscimenti internazionali, diventando uno dei film più premiati e apprezzati del 2016.

## Trama
(Tagline del film)
Su una calda e trafficata autostrada di Los Angeles avviene il primo incontro fra Mia, un'aspirante attrice che lavora come barista presso un caffè degli studi della Warner Bros., e Sebastian, un pianista jazz che sogna di aprire un locale tutto suo.
Dopo l'ennesimo provino andato male le coinquiline di Mia, vedendola giù di morale, la convincono ad andare a una sontuosa festa sulle colline di Hollywood, al termine della quale, tornando a piedi a casa, è attirata da una musica ed entra nel locale da cui proviene. Nel locale dove lavora, Sebastian ha dato vita a un'improvvisazione jazz nonostante gli avvertimenti del proprietario, che gli impone di suonare classici natalizi per i clienti. Mia, giunta nel momento in cui Sebastian viene licenziato, cerca di congratularsi con lui per la sua esibizione, ma viene ignorata.
Alcuni mesi dopo, i due si incontrano ad una festa dove Sebastian sta suonando in una cover band anni '80, ed è da quel momento che incominceranno a vedersi come amici, nonostante la forte alchimia tra loro, discutendo delle proprie passioni e dei rispettivi progetti per il futuro. Sebastian invita Mia al cinema alla proiezione di Gioventù bruciata e lei accetta, dimenticando un impegno assunto precedentemente con il suo attuale fidanzato Greg. Insoddisfatta, Mia lascia il fidanzato durante la cena e corre al cinema, dove trova Sebastian, solo, a film cominciato. I due concludono la serata con un ballo romantico all'Osservatorio Griffith.
Dopo tanti provini falliti Mia, su suggerimento di Sebastian, decide di scrivere un proprio monologo teatrale. Nel frattempo Sebastian riceve l'offerta di Keith, un ex compagno di classe al liceo, di diventare il tastierista della sua jazz band. Nonostante lo scetticismo sullo stile troppo pop del gruppo, Sebastian decide di firmare un contratto che gli darà stabilità economica. Mia partecipa al suo primo concerto con la band, e poco a poco il coinvolgimento per la performance lascia spazio alla perplessità nel vedere Sebastian suonare una musica che non gli appartiene. Il gruppo ha un folgorante successo e Sebastian comincia un lungo tour che lo allontana da Mia, creando le prime discussioni tra loro.
La sera dell'esordio del monologo di Mia, Sebastian non si presenta poiché impegnato in un servizio fotografico con la band. Solo poche persone assistono allo spettacolo, e Mia, delusa e amareggiata per le critiche negative ricevute e per la mancanza di Sebastian, decide di lasciare Los Angeles e le proprie aspirazioni, per tornare dai genitori a Boulder City, in Nevada. Alcuni giorni dopo Sebastian riceve una chiamata da una direttrice di casting che, avendo visto e apprezzato il monologo di Mia, vuole invitarla a un provino per un film, il giorno successivo. Sebastian parte per Boulder City per convincere Mia a tornare. Al provino viene chiesto a Mia di raccontare semplicemente una storia, e la ragazza incomincia così a cantare la storia della zia, che l'ha ispirata a diventare un'attrice. Fiducioso che il provino sarà un successo, Sebastian dice a Mia che dovrebbe dedicarsi interamente a questa opportunità, anche se i mesi di lavorazione del film (a Parigi) li terranno lontani. Nonostante l'incertezza sul loro futuro, i due si confessano che si ameranno per sempre.
Cinque anni più tardi Mia è diventata un'attrice famosa, sposata con un altro uomo, David, e madre di una bambina. Una notte, la coppia si reca casualmente in un locale jazz, entrando nel quale Mia vede il logo "Seb's", che lei stessa aveva ideato, e si rende conto che Sebastian è riuscito ad aprire il proprio club. Dentro gli sguardi di Mia e Sebastian si incontrano. Sebastian allora esegue al piano il loro tema d'amore, e Mia immagina come sarebbe potuta essere la loro vita, se i loro progetti avessero collimato e la loro relazione avesse potuto proseguire. Terminata l'esibizione, Mia lascia il locale assieme al marito, non prima di condividere un ultimo sguardo e un sorriso con Sebastian.

## Produzione

### Sviluppo

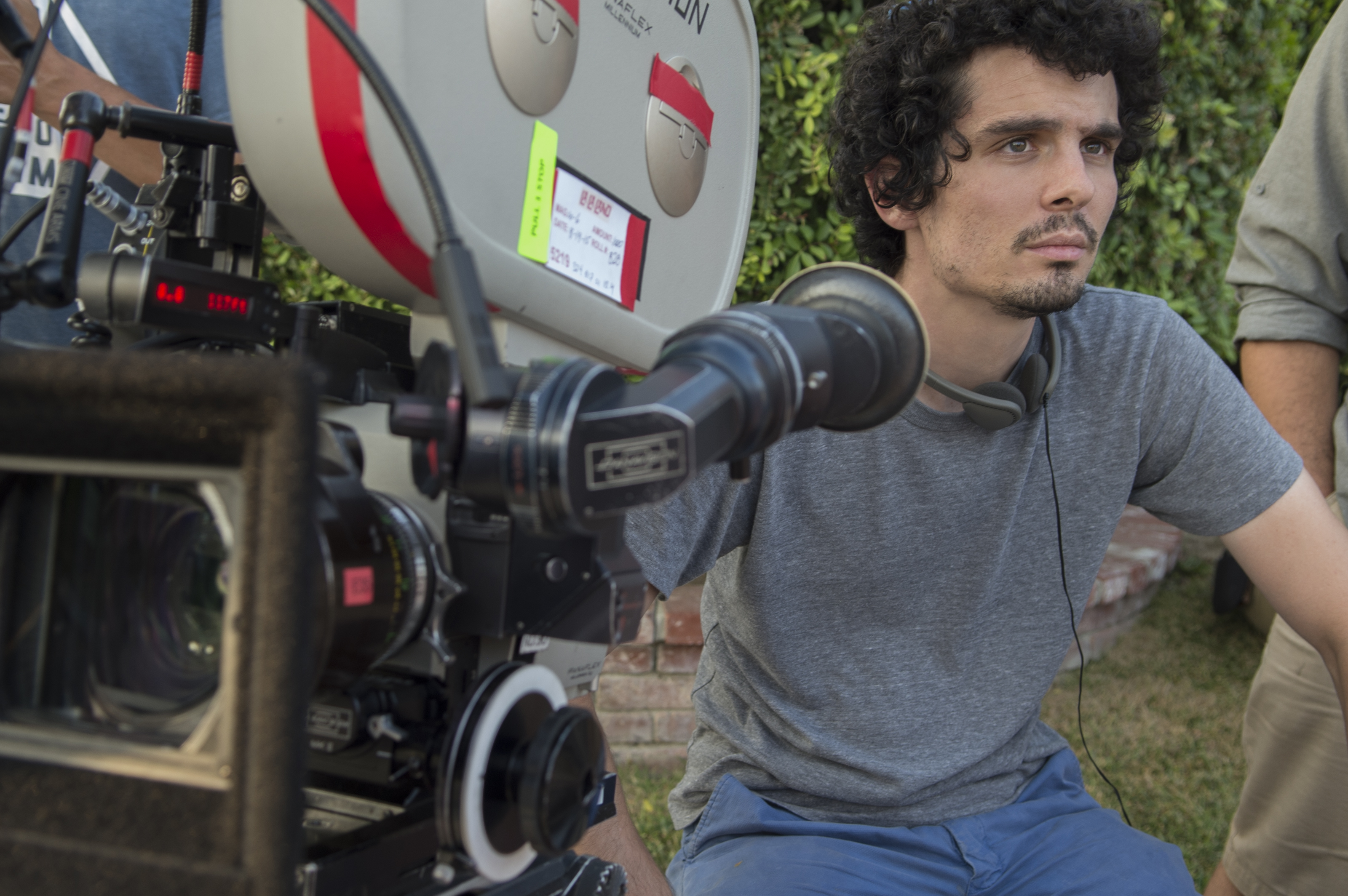
Damien Chazelle, regista e sceneggiatore del film

Essendo anche un musicista, Damien Chazelle ha sempre avuto una forte predilezione per i film musicali. Ha scritto la sceneggiatura di La La Land nel 2010, nel corso di un periodo della sua vita in cui l'industria cinematografica sembrava fuori portata per lui. La sua idea del film era quella di "prendere un musical vecchio stile, ma rappresentarlo nella vita reale in cui le cose non sempre funzionano", oltre a rendere omaggio a tutte le persone che si trasferiscono a Los Angeles per inseguire i loro sogni. Chazelle ha concepito l'idea per il film quando era uno studente all'Università Harvard, insieme con il suo compagno di classe, Justin Hurwitz. I due hanno esplorato il concetto nella loro tesi di laurea attraverso un musical a basso costo su un musicista di jazz di Boston dal titolo Guy and Madeline on a Park Bench.
Chazelle è stato ispirato da tradizionali film sinfonici degli anni venti, come Manhattan (1924) o L'uomo con la macchina da presa (1929), che hanno reso omaggio ad altre metropoli. Dopo la laurea, si è trasferito a Los Angeles nel 2010 e ha continuato a scrivere la sceneggiatura, ma ha fatto alcune modifiche, come ad esempio modificando l'ambientazione da Boston a Los Angeles. Piuttosto di allineare Los Angeles al fascino di città come Parigi o San Francisco, Chazelle si è concentrato sulle qualità e gli elementi che rendono distintiva la città; il traffico, l'espansione e la superficialità.
Lo stile e i toni del film sono stati ispirati dalle pellicole di Jacques Demy Les Parapluies de Cherbourg e Les Demoiselles de Rochefort, specialmente il secondo, che era di gran lunga più orientato verso il jazz e il ballo. Il film è anche pieno di allusioni visive ai classici di Hollywood come Balla con me, Cantando sotto la pioggia e Spettacolo di varietà. Condivide una certa somiglianza con il precedente lavoro di Chazelle, Whiplash, in termini di sviluppo dei personaggi e nei temi trattati. Il regista ha sottolineato che entrambi "sono incentrati sulla voglia di diventare un artista e conciliare i propri sogni con le quotidiane necessità umane".
Chazelle non è stato in grado di produrre il film per anni dato che nessuno studio era disposto a finanziare un musical contemporaneo senza canzoni conosciute. Chazelle è riuscito a trovare i finanziatori attraverso dei suoi amici che gli presentarono i produttori Fred Berger e Jordan Horowitz. Con i due produttori a bordo, lo script è stato presentato alla Focus Features con un budget di circa 1 milione di dollari. Lo studio ha richiesto numerose modifiche a elementi che Chazelle riteneva fossero distintivi e fondamentali per la trama: è stato chiesto di cambiare il protagonista maschile da un pianista jazz a un musicista rock, il complicato numero di apertura doveva essere modificato e il finale agrodolce della storia aveva bisogno di essere sistemato. Chazelle non ha voluto apportare questi cambiamenti e ha accantonato il progetto.
Successivamente Chazelle ha scritto e diretto Whiplash, che era un'idea più facile da vendere e un investimento meno rischioso. Dopo che il film è stato ben accolto dalla critica dopo la sua prima al Sundance Film Festival 2014, Chazelle ha continuato i suoi sforzi per portare La La Land sul grande schermo. L'anno successivo, dopo che Whiplash ottenne cinque candidature ai premi Oscar 2015, tra cui miglior film, e incassò quasi 50 milioni di dollari in tutto il mondo, il suo progetto del musical ha cominciato ad attirare l'attenzione degli studios. Cinque anni dopo aver scritto la sceneggiatura, Summit Entertainment e Black Label Media hanno accettato di investire nel film e distribuirlo. Patrick Wachsberger della Lionsgate ha spinto Chazelle ad aumentare il budget del film, in quanto si sentiva che un musical di alta qualità non poteva essere prodotto a buon mercato.

### Cast artistico
Il film venne inizialmente annunciato il 5 giugno 2014, quando venne riportato che Miles Teller ed Emma Watson erano in trattative per partecipare al film La La Land, scritto e diretto da Damien Chazelle. Il 14 aprile 2015 venne annunciato che Ryan Gosling ed Emma Stone erano in trattative per interpretare i protagonisti del film. La Watson abbandonò il progetto a causa di impegni già presi con l'adattamento in live action de La bella e la bestia. Il ruolo di protagonista maschile venne offerto a Teller dallo stesso Chazelle quando stavano lavorando assieme in Whiplash, ma successivamente il regista non ritenne più Teller "creativamente giusto per il progetto". Secondo Hollywood Reporter la causa dell'uscita dell'attore dal progetto è stato il compenso troppo alto, circa 4 milioni di dollari. Affermazione che lo stesso Teller ha smentito.
Emma Stone interpreta Mia Dolan, un'aspirante attrice che lavora in una caffetteria di Los Angeles, dividendosi tra lavoro e audizioni. Stone ha amato i musical fin da quando era giovane e andò a vedere Les Misérables quando aveva 8 anni, e uno dei suoi film preferiti è Luci della città diretto da Charlie Chaplin nel 1931. Da bambina è stata cheerleader e ha praticato per un anno balletto; inoltre si era trasferita a Hollywood con la madre all'età di 15 anni per intraprendere una carriera e ha costantemente preso parte a molti provini, dove fu spesso rifiutata dopo aver cantato o recitato una sola riga. Stone ha preso in prestito molte esperienze della sua vita reale per il suo personaggio, alcune delle quali furono poi aggiunte nel film. Emma Stone ha incontrato Chazelle nel 2014 mentre stava facendo il suo esordio a Broadway nel musical Cabaret. I due si incontrarono a Brooklyn Diner a New York, dove il regista ha delineato la sua idea per il prossimo film. Dopo aver accettato il ruolo, per prepararsi alla parte Stone ha visto molti dei film che sono stati fonte d'ispirazione per il film, tra cui Les Parapluies de Cherbourg e molte pellicole della coppia Fred Astaire e Ginger Rogers.
Ryan Gosling interpreta Sebastian Wilder, un pianista jazz che si esibisce in squallidi bar, che sogna di aprire un proprio locale. Come Stone, Gosling ha portato le proprie reali esperienze di vita. Chazelle ha incontrato Gosling in un bar vicino a casa di quest'ultimo a Hollywood Hills, quando Gosling stava per cominciare le riprese de La grande scommessa. Per prepararsi al ruolo, Gosling ha dovuto imparare a suonare il pianoforte, in modo da essere credibile su schermo e non costringere la produzione a una controfigura o alla CGI. Chazelle ha ingaggiato i due attori subito dopo che la Summit Entertainment ha acquistato il film. Il film segna la terza collaborazione tra Gosling e Stone, dopo Crazy, Stupid, Love (2011) e Gangster Squad (2013). La loro collaborazione e alchimia viene vista da Chazelle come la cosa più vicina a una vecchia coppia di Hollywood, come Spencer Tracy e Katharine Hepburn, Fred Astaire e Ginger Rogers o Myrna Loy e William Powell. Entrambi hanno imparato a cantare e ballare sei brani originali del film.
Tra luglio e agosto 2015 si aggiunsero al cast Jessica Rothe, Sonoya Mizuno e Callie Hernandez come le coinquiline di Mia, J. K. Simmons nel ruolo del capo di Sebastian, Finn Wittrock nel ruolo di Greg, Rosemarie DeWitt nel ruolo della sorella di Sebastian. Il cantautore e pianista John Legend, anche produttore esecutivo della pellicola, interpreta il ruolo del chitarrista Keith, un musicista jazz di successo e leader del gruppo musicale "The Messengers".

### Cast tecnico
Le coreografie del film sono curate interamente dalla coreografa Mandy Moore (da non confondere con l'omonima cantante e attrice). La Moore ha coinvolto il cast in lunghe prove che si sono svolte in un ufficio di produzione a Atwater Village nell'arco di tre o quattro mesi. Per aiutare il suo cast e la troupe a ottenere la creatività giusta, Chazelle ogni venerdì sera ha tenuto proiezioni di film classici che lo avevano ispirato.
La fotografia è stata curata dallo svedese Linus Sandgren, che ha utilizzato la camera Panavision Panaflex Millennium XL2 con lenti adatte a realizzare un classico CinemaScope hollywoodiano. Il montaggio è stato realizzato da Tom Cross, che aveva già lavorato con Chazelle in Whiplash. Le scenografie sono curate da David Wasco con la collaborazione di sua moglie Sandy Reynolds-Wasco agli arredi. I costumi sono realizzati da Mary Zophres, che ha scelto abiti dai colori primari e brillanti come omaggio ai film hollywoodiani in technicolor.

### Riprese
Damien Chazelle ha voluto fortemente Los Angeles come ambientazione del suo film, commentando: "c'è qualcosa di poetico in L.A., così popolata di sogni irrealizzabili. Catturare la sensazione di chi arriva a Los Angeles per la prima volta, che è come un sogno, non sembra reale." Fin dall'inizio, Chazelle ha voluto che i numeri musicali del film fossero girati in CinemaScope in stile anni cinquanta.
Le riprese sono incominciate ufficialmente il 10 agosto 2015 e si sono svolte interamente a Los Angeles. Le riprese hanno avuto luogo in oltre 60 luoghi, tra cui le case di Hollywood Hills, South Pasadena, Hermosa Beach e Watts Towers. Ci sono voluti 42 giorni per completare le riprese, che sono terminate a metà settembre 2015.
La scena che apre il film è stata la prima a essere realizzata, ed è stata girata su una porzione chiusa della rampa dell'autostrada di Los Angeles, che collega l'autostrada 105 alla 110, che conduce al centro della città. È stata girata nell'arco di due giorni e ha richiesto più di 100 ballerini. Con questa scena Chazelle ha voluto dare l'impressione delle dimensioni della città e l'ha paragonata a quella del Il mago di Oz (1939). con la strada di mattoni gialli che conduce alla Città di Smeraldo.

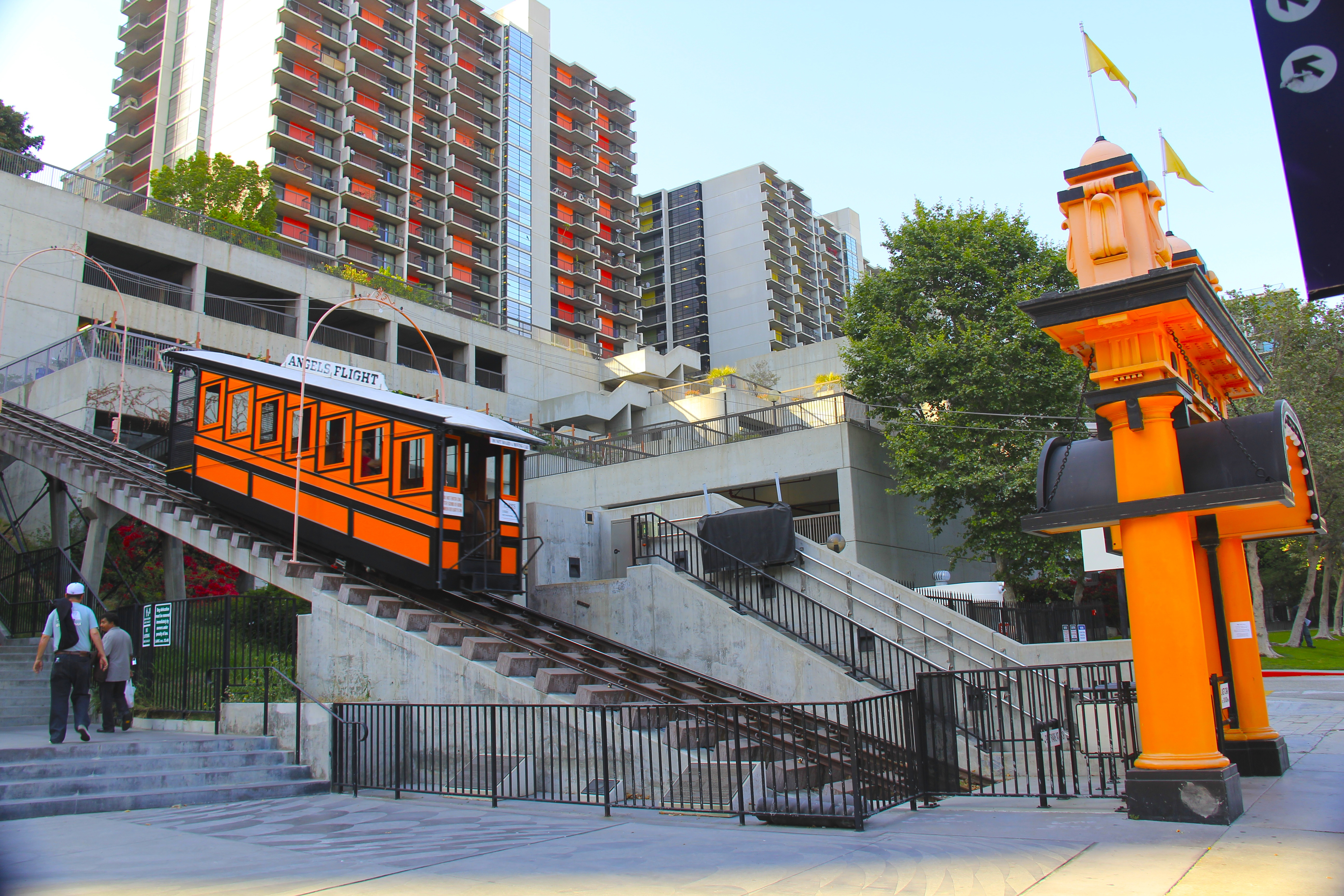
La funicolare Angels Flight

Chazelle ha esplorato la "vecchia Los Angeles" in cerca di luoghi abbandonati o in demolizione. Come ad esempio la funicolare Angels Flight costruita nel 1901 e chiusa nel 2013 dopo un deragliamento. Nel corso degli anni sono stati fatti vari tentativi per ripararla e riaprirla, ma senza alcun risultato. Tuttavia, il team di produzione è stato in grado di ottenere il permesso di usarla per un giorno di riprese. Dopo il successo commerciale del film, il sindaco di Los Angeles Eric Garcetti ha annunciato che la funicolare Angels Flight verrà riaperta entro la fine del 2017.
Il piano sequenza di sei minuti al Cathy's Corner al Griffith Park, dove i protagonisti cantano e ballano tip-tap al tramonto, è stato realizzato nella cosiddetta "ora d'oro" e ci sono voluti due giorni di riprese. La panchina e i lampioni sono stati aggiunti solo per girare la scena, poi rimossi.
La caffetteria dei Warner Bros. Studios, dove Mia lavora, è stata realizzata appositamente per il film. Mentre le altre scene sono state girate sia agli studio della Warner sia agli Hollywood Center Studios La scena in cui Sebastian canta e fischietta City of Stars si è svolta sul molo Hermosa Pier.

## Colonna sonora
La colonna sonora di La La Land è stata composta e orchestrata da Justin Hurwitz, compagno di Damien Chazelle all'Università di Harvard che ha lavorato anche ai suoi precedenti film. I testi sono stati scritti dai compositori teatrali Benj Pasek e Justin Paul, eccetto il brano Start a Fire, scritto da John Stephens, Jason Hurwitz, Marius De Vries e Angelique Cinelu. Hurwitz ha vinto Migliore colonna sonora originale, mentre il brano City of Stars ha vinto il Golden Globe per la migliore canzone originale. Dopo la vittoria ai Golden Globe, la colonna sonora ha raggiunto la Top 5 della Billboard 200.
Sono stati pubblicati due differenti album della colonna sonora, La La Land: Original Motion Picture Soundtrack contiene tutti i brani interpretati nel film più una piccola selezione di musiche originali, mentre La La Land: Original Motion Picture Score contiene tutte le musiche originali composte da Hurwitz. La colonna sonora è stata pubblicata dall'etichetta Interscope Records il 9 dicembre 2016 in formato digitale e CD, mentre il 16 dicembre in formato vinile.
Il 27 febbraio 2017 viene pubblicata un'edizione speciale della colonna sonora, intitolata La La Land: The Complete Musical Experience, con in successione tutti i brani presenti all'interno del film e l'aggiunta di alcune nuove tracce.

## Distribuzione
Il film è stato presentato il 31 agosto 2016 in anteprima e in concorso al festival di Venezia 2016, dove è stato anche il film d'apertura della cerimonia. Il film è stato presentato anche al Toronto International Film Festival il 12 settembre 2016, dove ha vinto il Premio del pubblico, al Telluride Film Festival, e al BFI London Film Festival.
La La Land è stato distribuito negli Stati Uniti in un numero limitato di sale il 9 dicembre 2016 e in ampia distribuzione dal 16 dicembre dello stesso anno. In Italia è stato distribuito a partire dal 26 gennaio 2017.
A partire dal 23 marzo 2022 la Eagle Pictures ha realizzato per il mercato Home Video italiano una versione 4K HDR del film (La La Land 4Kult), destinata a collezionisti e amanti del cinema perché è presente anche una card numerata a tiratura limitata.

## Accoglienza

### Incassi
La La Land ha incassato oltre 151 milioni di dollari negli Stati Uniti e 294 milioni nel resto del mondo, per un totale di 446.050.380 dollari a fronte del budget iniziale di produzione di 30 milioni di dollari. In Italia il film ha incassato 7.889.120 euro.

### Critica
Il film è stato accolto molto positivamente dalla critica. Sull'aggregatore di recensioni Rotten Tomatoes ha un indice di gradimento del 91%, con un voto medio di 8.7 su 10, basato su 80 recensioni. Il commento del sito recita "La La Land soffia nuova vita in un genere del passato con una regia sicura di sé in modo eccitante, interpretazioni forti e un irresistibile eccesso di cuore". Su Metacritic ha un voto di 93 su 100, basato su 53 recensioni.
Peter Bradshaw di The Guardian ha lodato il film, dandogli cinque stelle su cinque e scrivendo che è "così felice e dolce, qualcosa che ti dà una carica di vitamina D". Todd McCarthy di The Hollywood Reporter ha lodato le performance di Stone e Gosling e scritto che "è quasi straordinario come Chazelle sia riuscito a creare un film del genere". Robbie Collin del Telegraph ha dato al film cinque stelle su cinque, scrivendo: "La La Land vuole ricordarci quanto siano belli i sogni semi-dimenticati dei tempi andati, quei sogni fatti solo di facce, musica e movimento. Ha la testa tra le nuvole, e per poco più di due ore, porta il pubblico lassù con lui".

## Riconoscimenti
La La Land ha ricevuto 14 candidature ai Premi Oscar 2017, eguagliando il primato di film come Eva contro Eva di Joseph L. Mankiewicz e Titanic di James Cameron. Le candidature includono miglior film, miglior regista, miglior attore (Ryan Gosling), miglior attrice (Emma Stone), migliore sceneggiatura originale, migliore colonna sonora, due candidature nella categoria migliore canzone originale e altre ai premi tecnici. Ai Golden Globe 2017 il film ha vinto sette premi su sette candidature, stabilendo il primato di film che ha vinto più premi nella storia dei Golden Globe. Ha ottenuto, inoltre, 11 candidature ai Premi BAFTA, vincendone 5.
- 2017 - Premio Oscar
  - Miglior regista a Damien Chazelle
  - Miglior attrice protagonista a Emma Stone
  - Miglior fotografia a Linus Sandgren
  - Miglior scenografia a David Wasco
  - Migliore colonna sonora a Justin Hurwitz
  - Migliore canzone originale a City Of Stars
  - Candidatura per il Miglior film
  - Candidatura per il Miglior attore protagonista a Ryan Gosling
  - Candidatura per la Migliore sceneggiatura originale a Damien Chazelle
  - Candidatura per il Miglior montaggio a Tom Cross
  - Candidatura per il Miglior sonoro a Andy Nelson, Ai-Ling Lee e Steve A. Morrow
  - Candidatura per il Miglior montaggio sonoro a Ai-Ling Lee e Mildred Iatrou Morgan
  - Candidatura per i Migliori costumi a Mary Zophers
  - Candidatura per la Migliore canzone originale a Audition
- 2017 - Golden Globe
  - Miglior film commedia o musicale
  - Miglior regista a Damien Chazelle
  - Migliore attore in un film commedia o musicale a Ryan Gosling
  - Migliore attrice in un film commedia o musicale a Emma Stone
  - Migliore sceneggiatura a Damien Chazelle
  - Migliore colonna sonora originale a Justin Hurwitz
  - Migliore canzone originale a City of Stars
- 2017 - British Academy Film Awards
  - Miglior film
  - Miglior regista a Damien Chazelle
  - Miglior attrice protagonista a Emma Stone
  - Miglior colonna sonora a Justin Hurwitz
  - Miglior fotografia a Linus Sandgren
  - Candidatura per la Miglior sceneggiatura originale a Damien Chazelle
  - Candidatura per il Miglior attore protagonista a Ryan Gosling
  - Candidatura per il Miglior montaggio a Tom Cross
  - Candidatura per la Miglior scenografia a Sandy Reynolds-Wasco e David Wasco
  - Candidatura per i Migliori costumi a Mary Zophres
  - Candidatura per il Miglior sonoro
- 2017 - Screen Actors Guild Award
  - Migliore attrice protagonista a Emma Stone
  - Candidatura per il Migliore attore protagonista a Ryan Gosling
- 2017 - AACTA International Award[60]
  - Miglior film
  - Miglior attrice protagonista a Emma Stone
  - Candidatura per il Miglior regista a Damien Chazelle
  - Candidatura per la Miglior sceneggiatura a Damien Chazelle
  - Candidatura per il Miglior attore protagonista a Ryan Gosling
- 2016 - Mostra internazionale d'arte cinematografica di Venezia
  - Coppa Volpi per la migliore interpretazione femminile a Emma Stone
  - Candidatura al Leone d'oro
- 2016 - Toronto International Film Festival
  - Premio del pubblico
- 2016 - Hollywood Film Awards
  - Miglior produttore a Marc Platt
  - Miglior fotografia a Linus Sandgren
- 2016 - National Board of Review Awards
  - Migliori dieci film dell'anno
- 2016 - New York Film Critics Circle Award
  - Miglior film
- 2016 - Los Angeles Film Critics Association Award
  - Miglior colonna sonora a Justin Hurwitz, Benj Pasek e Justin Paul
- 2016 - American Film Institute
  - Migliori dieci film dell'anno
- 2016 - Critics' Choice Movie Awards
  - Miglior film
  - Miglior regista a Damien Chazelle
  - Miglior sceneggiatura originale a Damien Chazelle
  - Miglior fotografia a Linus Sandgren
  - Miglior montaggio a Tom Cross
  - Miglior scenografia a David Wasco
  - Miglior colonna sonora originale a Justin Hurwitz
  - Miglior canzone originale a City of Stars
  - Candidatura per il Miglior attore a Ryan Gosling
  - Candidatura per la Migliore attrice ad Emma Stone
  - Candidatura per i Migliori costumi a Mary Zophres
  - Candidatura per la Miglior canzone originale a Audition
- 2016 - San Diego Film Critics Society Awards
  - Migliori costumi a Mary Zophres
  - Candidatura per il Miglior film
  - Candidatura per il Miglior regista a Damien Chazelle
  - Candidatura per il Miglior attore a Ryan Gosling
  - Candidatura per la Migliore attrice ad Emma Stone
  - Candidatura per la Miglior sceneggiatura originale a Damien Chazelle
  - Candidatura per la Miglior fotografia a Linus Sandgren
  - Candidatura per la Miglior colonna sonora originale a Justin Hurwitz
  - Candidatura per il Miglior montaggio a Tom Cross
  - Candidatura per la Miglior scenografia a David Wasco
  - Candidatura per i Miglior effetti visivi
  - Candidatura per il Miglior uso della musica in un film
- 2017 - Washington DC Area Film Critics Association Awards
  - Miglior film
  - Miglior regista a Damien Chazelle
  - Miglior sceneggiatura originale a Damien Chazelle
  - Miglior fotografia a Linus Sandgren
  - Miglior montaggio a Tom Cross
  - Miglior colonna sonora a Justin Hurwitz
  - Miglior scenografia a David Wasco e Sandy Reynolds-Wasco
  - Candidatura per il Miglior attore a Ryan Gosling
  - Candidatura per la Miglior attrice a Emma Stone
- 2017 - American Cinema Editors[61]
  - Miglior montaggio in un film commedia o musicale a Tom Cross
- 2018 - Japanese Academy Awards[62]
  - Miglior film in lingua straniera
- 2017 - Satellite Award
  - Miglior film
  - Miglior colonna sonora originale a Justin Hurwitz
  - Miglior canzone originale a City of Stars
  - Miglior scenografia a David Wasco
  - Candidatura per il Miglior attore a Ryan Gosling
  - Candidatura per la Miglior attrice ad Emma Stone
  - Candidatura per il Miglior regista a Damien Chazelle
  - Candidatura per la Miglior sceneggiatura originale a Damien Chazelle
  - Candidatura per la Miglior fotografia a Linus Sandgren
  - Candidatura per la Miglior canzone originale a Audition
  - Candidatura per il Miglior montaggio a Tom Cross
  - Candidatura per i Migliori costumi a Mary Zophres
  - Candidatura per il Miglior suono
- 2017 - Writers Guild of America Award
  - Candidatura per la Miglior sceneggiatura originale
- 2017 - Directors Guild of America Award[63]
  - Miglior regista cinematografico a Damien Chazelle
- 2017 - American Society of Cinematographers
  - Candidatura per la Miglior fotografia in un film a Linus Sandgren
- 2016 - Boston Society of Film Critics
  - Miglior film
  - Miglior regista a Damien Chazelle
  - Miglior montaggio a Tom Cross
- 2016 - Chicago Film Critics Association[64]
  - Miglior fotografia a Linus Sandgren
  - Miglior montaggio a Tom Cross
  - Candidatura per il Miglior film
  - Candidatura per il Miglior regista a Damien Chazelle
  - Candidatura per la Migliore attrice a Emma Stone
  - Candidatura per la Migliore colonna sonora originale a Justin Hurwitz
  - Candidatura per la Migliore scenografia a Davis Wasco
- 2016 - Dallas-Fort Worth Film Critics Association[65]
  - Miglior fotografia a Linus Sandgren
  - Migliore scenografia a Davis Wasco
- 2017 - London Critics Circle Film Awards
  - Film dell'anno
  - Candidatura per il Regista dell'anno a Damien Chazelle
  - Candidatura per l'Attrice dell'anno a Emma Stone
  - Candidatura per la Sceneggiatura dell'anno a Damien Chazelle
  - Candidatura per Contributo tecnico a Justin Hurwitz (colonna sonora)
- 2016 - Los Angeles Film Critics Association
  - Miglior colonna sonora a Justin Hurwitz e Pasek & Paul
  - Candidatura per il Miglior film
  - Candidatura per il Miglior regista a Damien Chazelle
  - Candidatura per la Miglior fotografia a Linus Sandgren
  - Candidatura per il Miglior montaggio a Tom Cross
  - Candidatura per la Migliore scenografia a Davis Wasco
- 2016 - National Society of Film Critics
  - Candidatura per il Miglior film
  - Candidatura per il Miglior regista a Damien Chazelle
  - Candidatura per la Miglior fotografia a Linus Sandgren
- 2016 - New York Film Critics Circle Awards
  - Miglior film
- 2016 - Palm Springs International Film Festival[66]
  - Vanguard Award
- 2017 - Producers Guild of America Awards[67]
  - Darryl F. Zanuck Award per il Miglior film
- 2016 - St. Louis Film Critics Association Awards[68]
  - Miglior film
  - Miglior regista a Damien Chazelle
  - Miglior fotografia a Linus Sandgren
  - Miglior colonna sonora a Justin Hurwitz e Pasek & Paul
  - Miglior canzone a Audition
  - Miglior scena per il numero iniziale
  - Candidatura per il Miglior attore a Ryan Gosling
  - Candidatura per la Migliore attrice ad Emma Stone
  - Candidatura per la Miglior sceneggiatura originale a Damien Chazelle
  - Candidatura per il Miglior montaggio a Tom Cross
  - Candidatura per la Migliore scenografia a Davis Wasco
  - Candidatura per la Miglior canzone a City Of Stars
- 2016 - Vancouver Film Critics Circle[69]
  - Candidatura per il Miglior film
  - Candidatura per il Miglior regista a Damien Chazelle
  - Candidatura per il Miglior attore a Ryan Gosling
- 2017 - Saturn Award[70]
  - Miglior colonna sonora a Justin Hurwitz
  - Miglior film indipendente
- 2017 - MTV Movie & TV Awards[71]
  - Candidatura per il Miglior bacio tra Emma Stone e Ryan Gosling
  - Candidatura per il Miglior momento musicale per City of Stars
- 2016 - San Francisco Film Critics Circle
  - Candidatura per il Miglior film
  - Candidatura per il Miglior regista a Damien Chazelle
  - Candidatura per il Miglior attore a Ryan Gosling
  - Candidatura per la Miglior sceneggiatore originale a Damien Chazelle
  - Candidatura per la Miglior fotografia a Linus Sandgren
  - Candidatura per la Miglior scenografia a David Wasco
  - Candidatura per la Miglior colonna sonora a Justin Hurwitz
  - Candidatura per il Miglior montaggio a Tom Cross
- 2017 - Santa Barbara International Film Festival 
  - Artisan Award a Justin Hurwitz per la colonna sonora
  - Artisan Award a Justin Hurwitz e Pasek & Paul per la canzone City of Stars
  - Artisan Award a Mary Zophres per i costumi
  - Outstanding Director of the Year Award a Damien Chazelle
  - Outstanding Performer of the Year Award a Emma Stone e Ryan Gosling
- 2018 - Premio César[72]
  - Candidatura per il Miglior film straniero
- 2018 - David di Donatello[73]
  - Candidatura per il Miglior film straniero

## Omaggi e riferimenti ad altri film
La La Land è stato girato in CinemaScope come omaggio ai grandi film classici hollywoodiani. Infatti fin dalla prima scena, La La Land rende omaggio al filone cinematografico dei musical degli anni cinquanta e sessanta, da cui ha preso fortemente ispirazione. Nella pellicola, difatti, i riferimenti ai classici del cinema di quel periodo sono molteplici.
Di seguito viene proposta una lista delle pellicole citate e omaggiate nel corso del film:
- Voglio danzare con te (Shall We Dance), regia di Mark Sandrich (1937)
- Balla con me (Broadway Melody of 1940), regia di Norman Taurog (1940)
- Un giorno a New York (On the Town), regia di Stanley Donen e Gene Kelly (1949)
- Un americano a Parigi (An American in Paris), regia di Vincente Minnelli (1951)
- Cantando sotto la pioggia (Singin' in the Rain), regia di Stanley Donen e Gene Kelly (1952)
- Spettacolo di varietà (The Band Wagon), regia di Vincente Minnelli (1953)
- Il palloncino rosso (Le Ballon Rouge), regia di Albert Lamorisse (1956)
- Cenerentola a Parigi (Funny Face), regia di Stanley Donen (1957)
- West Side Story, regia di Jerome Robbins e Robert Wise (1961)
- Les Parapluies de Cherbourg, regia di Jacques Demy (1964)
- Josephine (Les Demoiselles de Rochefort), regia di Jacques Demy (1967)
- Sweet Charity - Una ragazza che voleva essere amata (Sweet Charity), regia di Bob Fosse (1969)
- Grease - Brillantina, regia di Randal Kleiser (1978)
- Boogie Nights - L'altra Hollywood (Boogie Nights), regia di Paul Thomas Anderson (1997)
- Moulin Rouge!, regia di Baz Luhrmann (2001)

## Possibile adattamento teatrale
Dopo il successo del film è stata considerata l'idea di un possibile adattamento teatrale di Broadway. Lo studio Lionsgate ha espresso un forte interesse per un adattamento teatrale e Ryan Gosling ha anche accennato alla possibilità di essere protagonista in tale produzione.